# Степанов, Олег Андреевич
Олег Андреевич Степанов (род. 10 января 1949 года) — российский учёный, специалист в области теории нелинейной фильтрации, член-корреспондент РАН (2019).

## Биография
Родился 10 января 1949 года.
В 1973 году — окончил Ленинградский институт авиационного приборостроения, в 1974 году — специальный факультет прикладной математики и процессов управления Ленинградского государственного университета имени А. А. Жданова.
С 1975 года — работает в ЦНИИ «Электроприбор». С 2001 года — возглавляет научно-образовательный центр.
В 2019 году — избран член-корреспондентом РАН.
Профессор факультета систем управления и робототехники, заместитель директора Института информационно-навигационных систем Университета ИТМО.

## Научная деятельность
Специалист в области теории нелинейной фильтрации.
Автор более 250 научных работ, среди которых шесть монографий, три из которых написаны в соавторстве, двухтомного учебного пособия, один из основных составителей англо-русского словаря в области навигации и управления движением.
Ведет исследования связанные с развитием теории нелинейной фильтрации:
- предложил методы решения наиболее сложных нелинейных задач обработки навигационной информации, в частности задач подводной навигации по геофизическим полям;
- разработал алгоритмы построения интегрированных инерциально-спутниковых систем и измерения аномалий силы тяжести на подвижном основании.

Результаты исследований реализованы в прецизионных морских комплексах третьего и четвёртого поколений (разработка АО "Концерн "ЦНИИ «Электроприбор»).
Член редколлегии журналов «Гироскопия и навигация» и «Авиакосмическое приборостроение».

## Награды
- Медаль «За трудовое отличие»
- Юбилейная медаль «300 лет Российскому флоту»
- Медаль «В память 300-летия Санкт-Петербурга»
- Премия Правительства Санкт-Петербурга за выдающиеся достижения в области высшего и среднего профессионального образования (за 2010 год, номинация «В области интеграции образования, науки и промышленности»)
- Премия имени Н. Н. Острякова (в составе коллектива авторов, за 2018 год) — за работу «Развитие теории и методов проектирования алгоритмов фильтрации для задач обработки навигационной информации»[4]
- Юбилейная медаль «100 лет со дня рождения академика В. И. Кузнецова»